# مونرو (نیوهمپشایر)
مونرو (به انگلیسی: Monroe) یک شهرک در ایالات متحده آمریکا است که در شهرستان گرافتن، نیوهمپشایر واقع شده‌است. مونرو ۶۱٫۶ کیلومتر مربع مساحت و ۷۸۸ نفر جمعیت دارد و ۱۵۸ متر بالاتر از سطح دریا واقع شده‌است.